# Parigi-Roubaix 2003
La Parigi-Roubaix 2003, centounesima edizione della corsa e valida come terzo evento della Coppa del mondo di ciclismo su strada 2003, fu disputata il 13 aprile 2003, per un percorso totale di 261 km. Fu vinta dal belga Peter Van Petegem, al traguardo con il tempo di 6h11'35" alla media di 42.144 km/h.
Partenza a Parigi con 190 corridori di cui 63 portarono a termine il percorso. In tre arrivarono nel velodromo per la volata finale, il belga che nello sprint era il più veloce non ebbe difficoltà nel regolare i compagni di fuga.

## Squadre e corridori partecipanti
| N.      | Cod. | Squadra                            |
| ------- | ---- | ---------------------------------- |
| 1-8     | QSD  | Quick Step-Davitamon               |
| 11-18   | TEL  | Team Telekom                       |
| 21-28   | SAE  | Saeco-Longoni Sport                |
| 31-38   | FAS  | Fassa Bortolo                      |
| 41-48   | FDJ  | fdjeux.com                         |
| 51-58   | ALS  | Alessio                            |
| 61-68   | RAB  | Rabobank                           |
| 71-78   | VIN  | Vini Caldirola-Sidermec-Saunier D. |
| 81-88   | LAM  | Lampre                             |
| 91-98   | COF  | Cofidis, le Crédit par Téléphone   |
| 101-108 | DVE  | Domina Vacanze-Elitron             |
| 111-118 | PHO  | Phonak Hearing Systems             |
| 121-128 | ONE  | ONCE-Eroski                        |

| N.      | Cod. | Squadra                           |
| ------- | ---- | --------------------------------- |
| 131-138 | A2R  | AG2R Prévoyance                   |
| 141-148 | BLB  | Brioches La Boulangère            |
| 151-158 | GST  | Gerolsteiner                      |
| 161-168 | C.A  | Crédit Agricole                   |
| 171-178 | LOT  | Lotto-Domo                        |
| 181-188 | CSC  | Team CSC                          |
| 191-198 | USP  | US Postal Service p/b Berry Floor |
| 201-208 | BAN  | IBanesto.com                      |
| 211-218 | LAN  | Landbouwkrediet-Colnago           |
| 221-228 | DEL  | Jean Delatour                     |
| 231-238 | PAL  | Palmans-Collstrop                 |
| 241-248 | COA  | Team Coast                        |

## Ordine d'arrivo (Top 10)
| Pos. | Corridore         | Squadra        | Tempo    |
| ---- | ----------------- | -------------- | -------- |
| 1    | Peter Van Petegem | Lotto-Domo     | 6h11'35" |
| 2    | Dario Pieri       | Saeco          | s.t.     |
| 3    | Vjačeslav Ekimov  | US Postal      | s.t.     |
| 4    | Marc Wauters      | Rabobank       | a 15"    |
| 5    | Andrea Tafi       | Team CSC       | a 36"    |
| 6    | Romāns Vainšteins | Vini Caldirola | s.t.     |
| 7    | Servais Knaven    | Quick Step     | s.t.     |
| 8    | Daniele Nardello  | Team Telekom   | s.t.     |
| 9    | Rolf Aldag        | Team Telekom   | s.t.     |
| 10   | Sergej Ivanov     | Fassa Bortolo  | a 1'08"  |